# سرگذشت وزیر خان لنکران
سرگذشت وزیر خان لنکران (به ترکی آذربایجانی: Sərgüzəşti-vəziri-xani-Lənkəran) نمایش‌نامه‌ای از میرزا فتحعلی آخوندزاده است که در سال ۱۸۵۱ میلادی به زبان فارسی نوشته و میرزا جعفر قراجه‌داغی آن را به ترکی و روسی ترجمه کرده‌است. این نمایشنامه در سال ۱۹۳۰ به سعی گای لو استرنج و هگرد در بریتانیا به فارسی ترجمه شد. این نمایشنامه که به صورت تئاتر درآمد، در چهار پرده است که رویداد آن به قول نویسنده ۵۰ سال پیش از نوشتن در لنکران رخ داده‌است. قهرمان داستان میرزا حبیب، وزیر خان لنکران است.
این نمایشنامه داستان عاشق شدن خواهر زن دوم وزیر خان لنکران به تیمور آقا نامی است که با وزیر خان لنکران رقابت هم دارد. سرانجام بعد از کشمکش‌های فراوان عاشق و معشوق بر وزیر خان لنکران پیروز می‌شوند.